# 미다스왕박쥐
미다스왕박쥐(Myotis midastactus)는 애기박쥐과 윗수염박쥐속에 속하는 남아메리카 박쥐이다. 볼리비아와 파라과이에서 발견된다. 황금색을 띤다.

## 특징
작은 박쥐로 몸길이는 86~92mm이고 전완장은 38.5~40.7mm이다. 꼬리 길이는 36~40mm, 발 길이는 8~10mm, 귀 길이는 12~13mm, 몸무게는 최대 11g이다.